# إيملي كينغ
إيملي كينغ (بالإنجليزية: Emily King)‏ هي ملحنة ومغنية مؤلفة أمريكية، ولدت في 10 يوليو 1985.

## وصلات خارجية
- الموقع الرسمي
- إيملي كينغ على موقع ميوزك برينز (الإنجليزية)
- إيملي كينغ على موقع أول ميوزيك (الإنجليزية)
- إيملي كينغ على موقع ديسكوغز (الإنجليزية)